# Жарко Обрадович
Жарко Обрадович (серб. Žarko Obradović, Жарко Обрадовић; нар. 21 травня 1960, Іванград, Соціалістична Республіка Чорногорія) — сербський політик.
Він закінчив політологічний факультет Белградського університету, в тому ж університеті отримав ступінь доктора і магістра. Він був членом Союзу комуністів Югославії, а також штатним співробітником соціалістичних структур управління. Після політичних змін, він вступив до Соціалістичної партії Сербії. Він займається науковою діяльністю як лектор в Університеті Мегатренд, де, серед іншого, він був деканом факультету державного управління. У 1998–2000 роках він обіймав посаду заступника міністра місцевого самоврядування, з жовтня 2000 року по січень 2001 року був заступником міністра вищої освіти.
З 2000 року він є членом Народних зборів. Він був заступником голови і головою парламентської фракції СПС, у 2006 році він був обраний заступником лідера партії. 15 травня 2007 він був призначений міністром освіти в уряді Мірко Цветковича, з 14 березня 2011 працював міністром науки і технологічного розвитку (цю посаду зберіг в уряді Івіци Дачича). Залишив уряд 2 вересня 2013 року.